# William P. Gottlieb
William Paul Gottlieb (28 de enero de 1917-23 de abril de 2006) fue un fotógrafo y periodista estadounidense. Es conocido por sus imágenes de la llamada «Edad de Oro» del jazz estadounidense de las décadas de 1930 y 1940. Sus imágenes en blanco de negro de Billie Holiday, Charlie Parker y Django Reinhardt y su fotografía en color de 52nd Street de New York City en 1948, donde se concentraban un gran número de los clubes de jazz más conocidas del aquel entonces, son muy conocidas.
En una carrera que solo abarcó 10 años, de 1938 a 1948, Gottlieb sacó más de 1600 imágenes de los músicos de jazz más destacados y otras personalidades del mundo del jazz de la época fueron tomadas mientras actuaban en los clubes de jazz de Nueva York y Washington D. C.. Algunas de las imágenes más conocidas de figuras del género, como Louis Armstrong, Duke Ellington, Charlie Parker, Billie Holiday, Dizzy Gillespie, Earl Hines, Jo Stafford, Thelonious Monk, Stan Kenton, Ray McKinley, Benny Goodman, Coleman Hawkins, Louis Jordan, Ella Fitzgerald y Benny Carter.

## Biografía

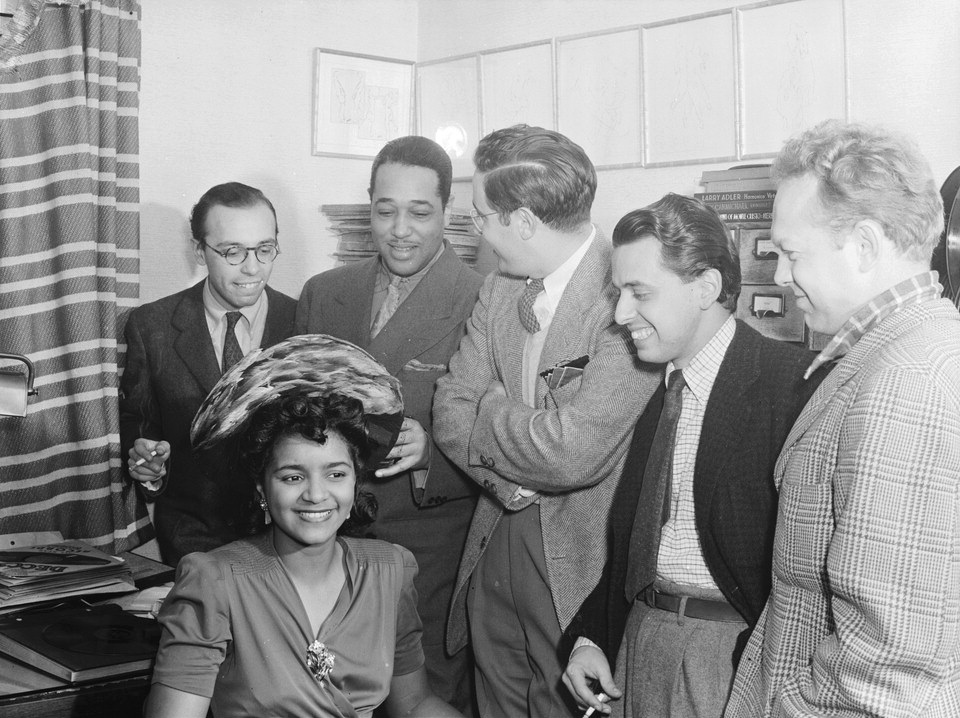
Ahmet Ertegün, Duke Ellington, Gottlieb, Nesuhi Ertegün y Dave Stuart en la casa de Gottlieb en Maryland (1941).
Fotografía de Delia Potofsky Gottlieb.

Tras licenciarse de Lehigh University en 1938, trabajó para el Washington Post escribiendo una columna dedicada al jazz. Cuando el periódico decidió que no le era rentable pagar a un fotógrafo para proporcionar imágenes para la columna, Gottleib compró su propia cámara fotográfica profesional para así poder seguir ofreciendo imágenes.
Después de la Segunda Guerra Mundial, trabajó para Down Beat, en aquel entonces la revista más importante dedicada al género, y para otras publicaciones como Record Changer, Saturday Review  y Collier's. Entre las cámaras que utilizó se encuentran la Speed Graphic, una Graflex y una Rolleiflex.
De acuerdo con sus deseos, sus fotografías entraron al dominio público el 2010.

## Publicaciones
- Gottlieb, William P. The golden age of jazz: on-location portraits, in words and pictures, of more than 200 outstanding musicians from the late '30s through the '40s. New York: Simon and Schuster, c. 1979. ISBN 0671243756 ISBN 0671247301[6]